# فلورنس بیتس
فلورنس بیتس (انگلیسی: Florence Bates; ۱۵ آوریل ۱۸۸۸ – ۳۱ ژانویهٔ ۱۹۵۴) یک هنرپیشه و وکیل اهل ایالات متحده آمریکا بود. وی بین سال‌های ۱۹۳۷ تا ۱۹۵۳ میلادی فعالیت می‌کرد.

## فیلم‌شناسی
- کیتی فویل (۱۹۴۰)
- ربه‌کا (۱۹۴۰)
- ماه و شش پشیز (۱۹۴۲)
- بهشت می‌تواند صبر کند (۱۹۴۳)
- از وقتی تو رفتی (۱۹۴۴)
- سان آنتونیو (۱۹۴۵)
- به یاد می‌آورم مادر (۱۹۴۸)
- نامه‌ای به سه همسر (۱۹۴۹)
- زندگی پنهان والتر میتی (۱۹۴۷)
- در جستجوی تفریحات شهری (۱۹۴۹)
- بی‌نوایان (۱۹۵۲)